# Michel Bodin
Pour les articles homonymes, voir Bodin.
Michel Bodin, né le 22 mai 1950 est un historien français spécialiste de la guerre d'Indochine.

## Biographie

### Origines et jeunesse
Michel Bodin naît le 21 mai 1950.

### Carrière
Il a obtenu un doctorat d'État ès lettres et sciences humaines (1991), il est professeur d'histoire-géographie au lycée Charles-Nodier de Dole.
Consultant spécialiste de l'Indochine à l'Institut d'histoire des conflits contemporains, il est aussi membre de l'Institut de stratégie comparée.[réf. souhaitée]

## Publications
- Les Français au Tonkin, 1870-1902 - Une conquête difficile, Soteca 2012 (297 p.)
- Les médias et la guerre (participation à, sous la direction de Hervé Coutau-Bégarie), Paris, Economica, Bibliothèque Stratégique, 2005.
- Dictionnaire de la Guerre d'Indochine (1945-1954), Paris, Economica, Hautes Études MIlitaires, ISC, 2004.
- La Guerre française d'Indochine 1945-1954. Les sources de la connaissance (participation à, sous la direction d'Alain Ruscio), Paris, Les Indes Savantes, 2002.
- L'Armée française en Indochine (1946-1954) (participation à, sous la direction de Maurice Vaisse), Paris, Complexe, Interventions, Centre d'Étude d'Histoire de la Défense, 2000.
- Les combattants africains dans la Guerre d'Indochine 1947-1954, Paris, L'Harmattan, Recherches asiatiques, 2000.
- Les combattants français face à la Guerre d'Indochine 1945-1954, Paris, L'Harmattan, Recherches asiatiques, 1998.
- Soldats d'Indochine 1945-1954, Paris, L'Harmattan, Recherches asiatiques, 1997.
- La Résistance et les Français. Lutte armée et maquis (participation à, sous la direction de François Marcot), Besançon, Presses Universitaires de Franche Comté, Annales Littéraires, 1996.
- La France et ses soldats. Indochine 1945-1954, Paris, L'Harmattan, Recherches asiatiques, 1996.